# Noas ark
För andra betydelser, se Noas ark (olika betydelser).

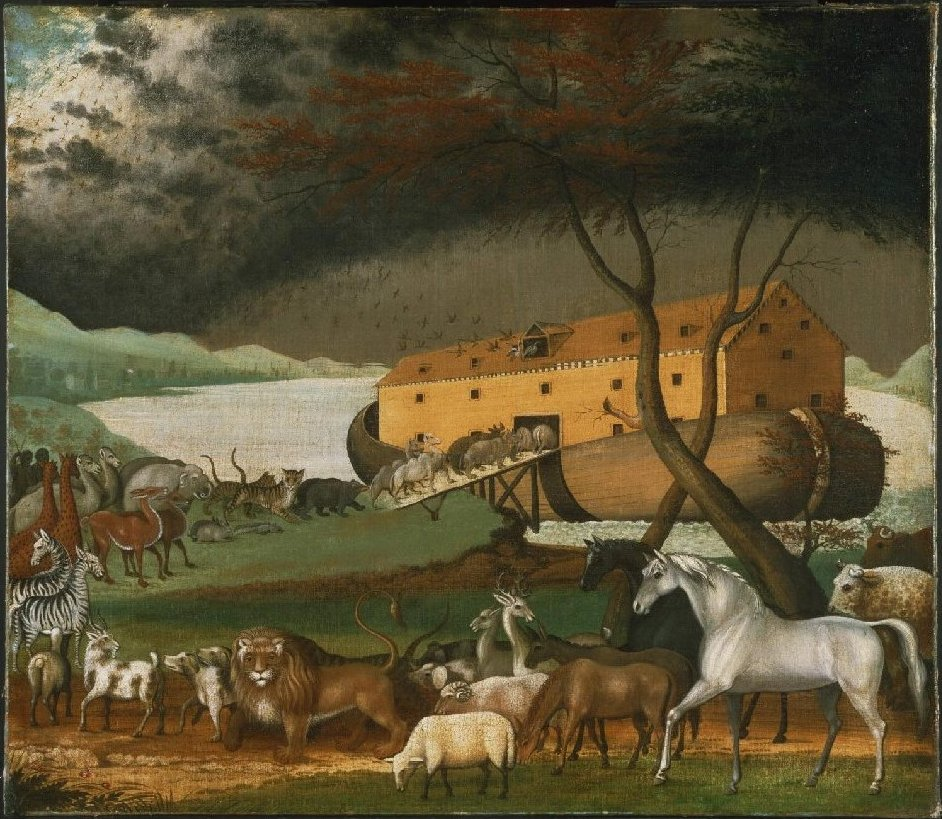
Noas ark, målning av Edward Hicks

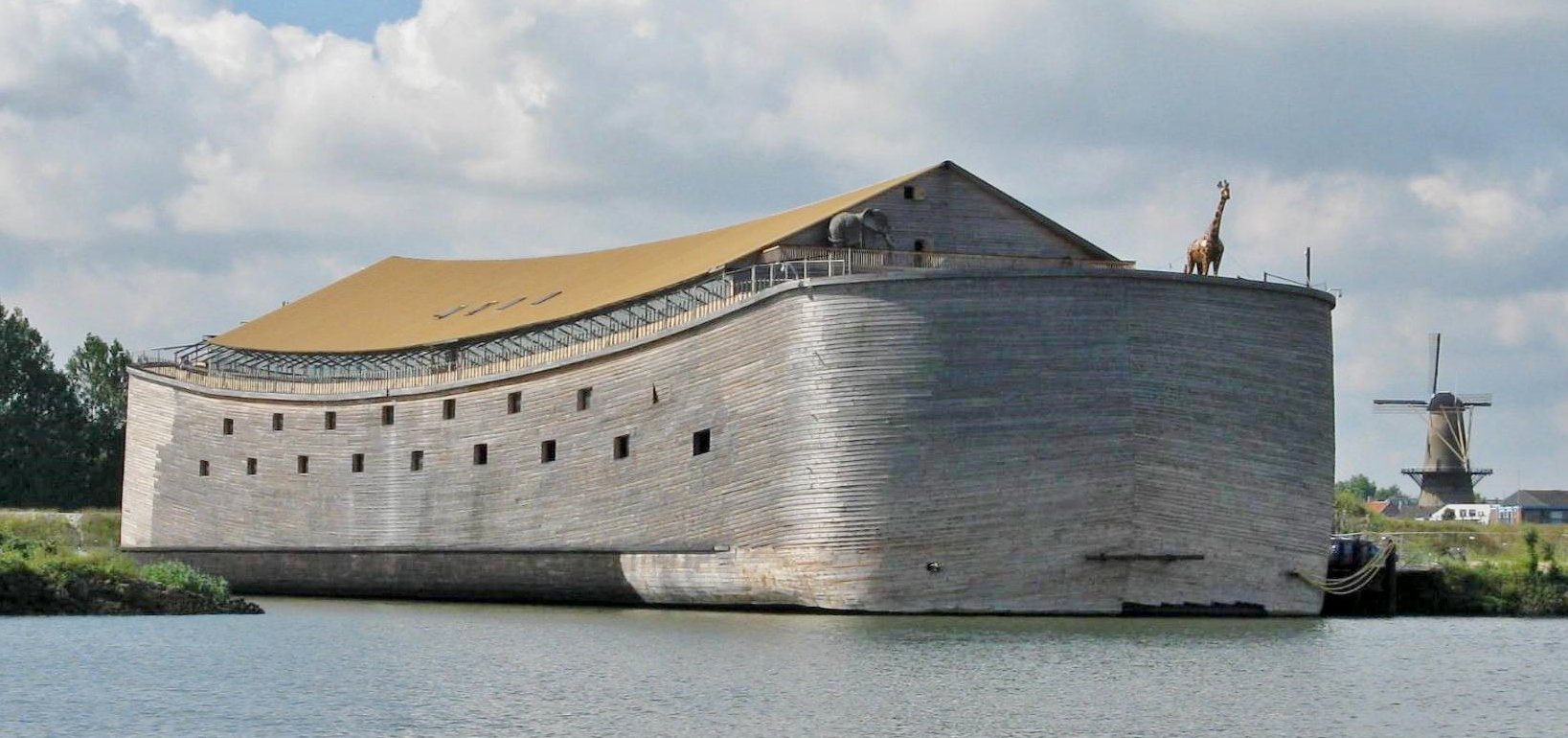
En fullskalig rekonstruktion av Noas ark, Ark van Noach, i Nederländerna

Berget Ararat och Noas ark syns i mitten av Armeniens statsvapen.

Noas ark (arabiska: سفينة نوح, Safina Nuh, hebreiska: תיבת נח, Tevat Noach, armeniska: ”Նոյի տապան”) är det stora flytetyg som, enligt första Moseboken i Bibeln, byggdes av Noa enligt Guds anvisningar. Noa fick i uppgift att rädda sig själv, sin familj och jordens alla djur från en världsomfattande översvämning, syndafloden. Berättelsen förekommer i de abrahamitiska religionerna; judendomen, kristendomen och islam. Liknande berättelser finns även i andra med Noa samtida eller äldre religioner, till exempel Gilgamesheposet, Atrahasiseposet och den sumeriska berättelsen om Ziusudra.
I första Mosebok, kapitlen 6-9, berättas hur Gud skickar en stor flodvåg på grund av människans ondska och den fördärvade jorden. Gud ger Noa, den enda rättfärdiga mannen i sin generation, detaljerade instruktioner för att bygga arken. När den är färdigbyggd skickar han djuren till Noa, och sedan sänder han ut flodvågen tillsammans med ett intensivt regn. Översvämningen täcker alla berg och det mesta av allt levande, utom fisken, dör. Då minns Gud Noa och han låter vattnet sjunka undan och land framträder. Arken strandar på berget Ararat och Noa, hans familj och alla djuren lämnar arken och Gud lovar att inte skicka en flod som dränker jorden en gång till.
Berättelsen har inom judendomen, kristendomen och islam noggrant avhandlats gällande allt från hypotetiska lösningar på praktiska problem (till exempel avfallshanteringen eller hur arkens inre lystes upp) till teologiska tolkningar (till exempel synen på arken som en föregångare till kyrkan som erbjuder frälsning till människan). Berättelsen betraktades traditionellt som historisk men på 1800-talet övergavs den bokstavliga tolkningen av en del samfund, efter arkeologers och bibelforskares upptäckter, men det finns bokstavstrogna som fortsätter utforska berget Ararat i östra Turkiet.

## Berättelsens tidpunkt
Olika källor förlägger berättelsen om Noas ark till olika årtal. Enligt den hebreiska bibeln till 1656 år efter Adams födelse, enligt samariernas pentateuk 1307 år, och Josefus till 2256 år. Enligt Septuaginta, som är den äldsta kända grekiska översättningen av Gamla testamentet utspelade sig händelserna 2262 år efter Adams födelse.

### Bibeln

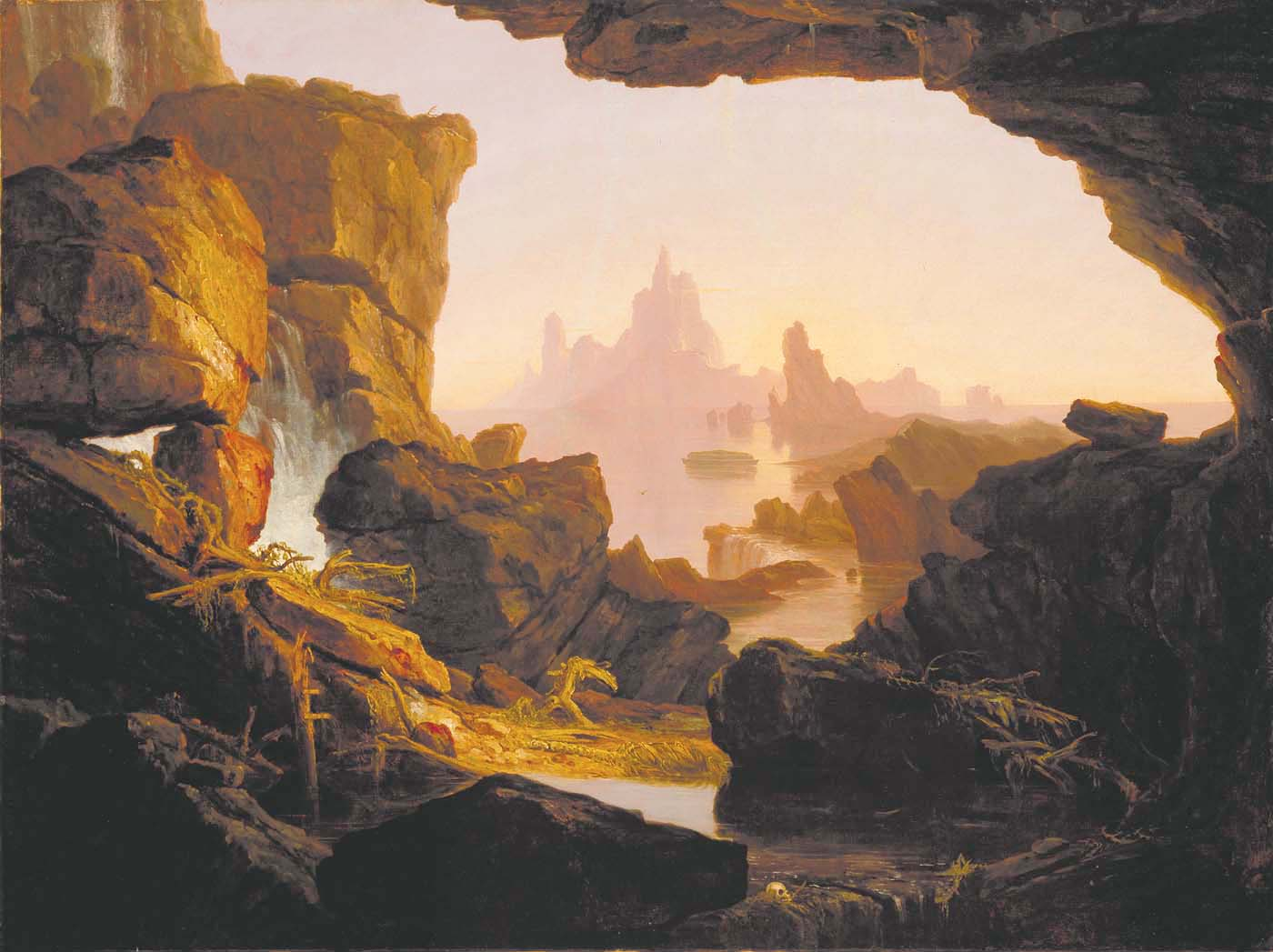
Vattnet drar sig tillbaka av Thomas Cole.

### Kristen tradition

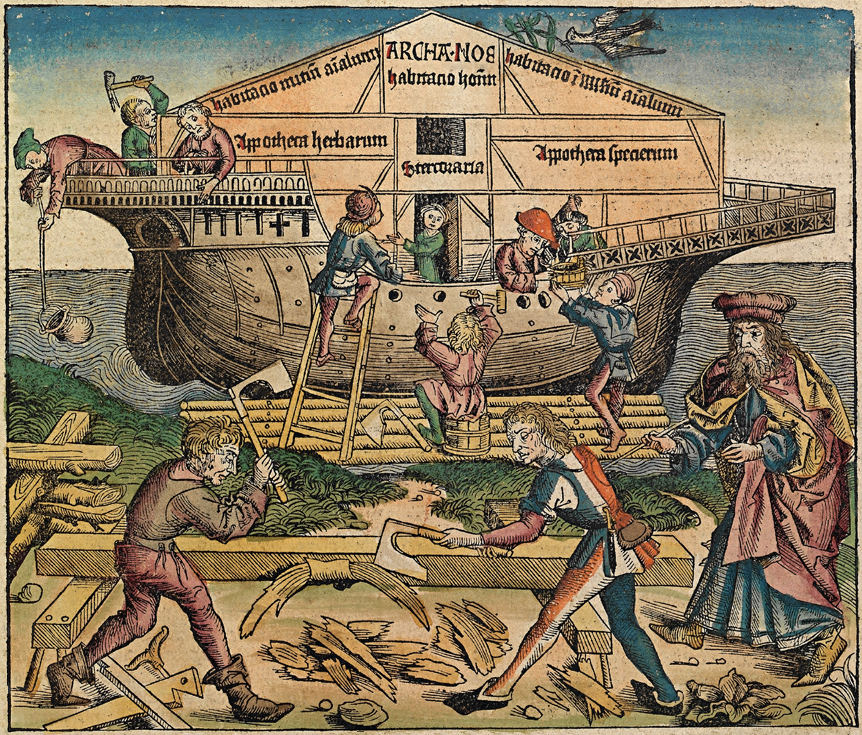
Arken byggs (ur Nürnbergkrönikan 1493)

### Muslimsk tradition

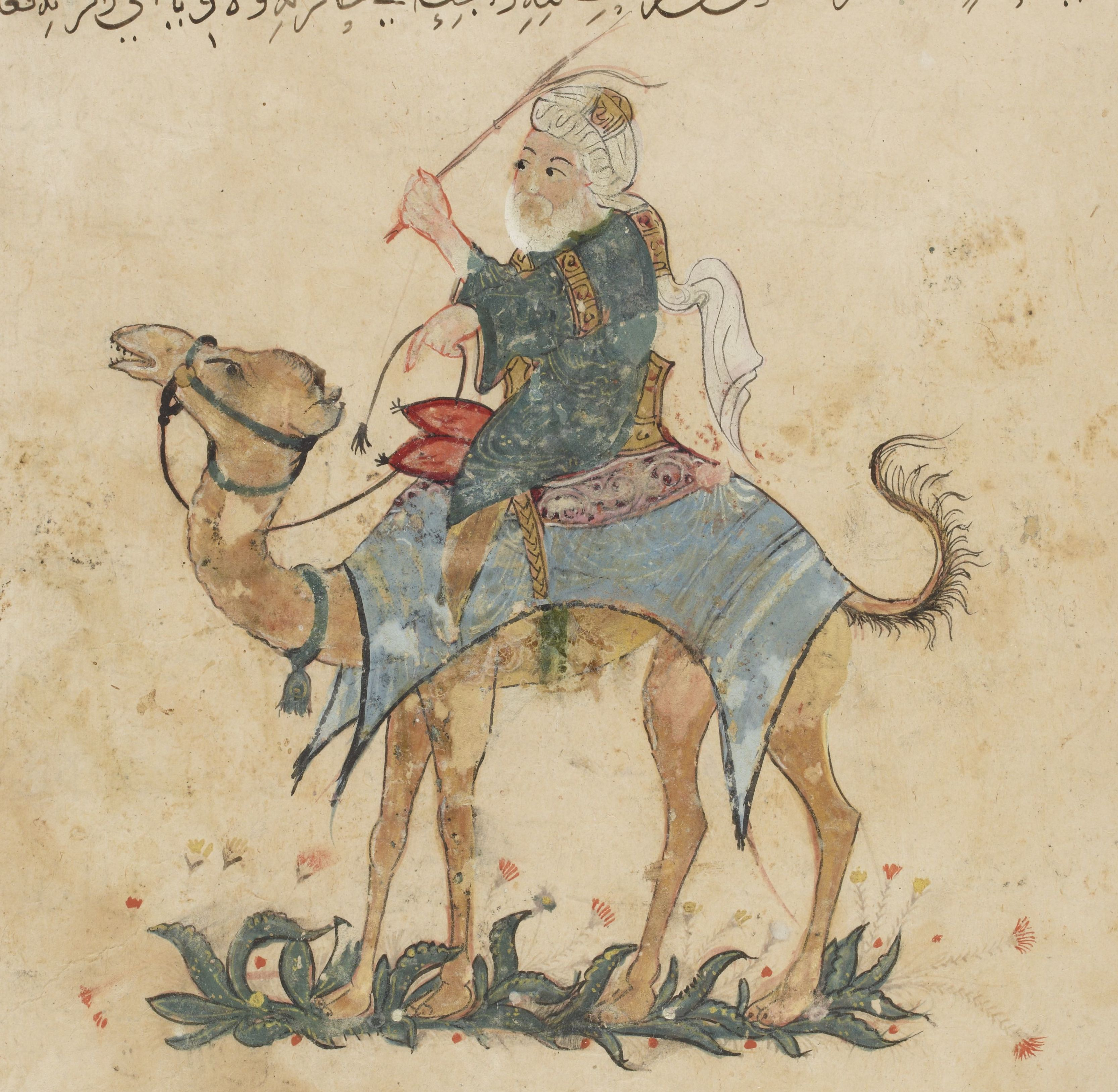
Ibn Battuta (1304-77), upptäcktsresande från Marocko som passerade berget där arken påstods strandat.